# Roman Kreuziger
Roman Kreuziger (Moravská Třebová, 6 maggio 1986) è un dirigente sportivo, ex ciclista su strada e ciclocrossista ceco. Nel 2004 tra gli Juniores è stato campione del mondo in linea e medaglia d'argento a cronometro di categoria, e argento mondiale di categoria anche nel ciclocross. Professionista su strada dal 2006 al 2021, ha vinto il Tour de Suisse 2008, il Giro di Romandia 2009, una tappa al Giro d'Italia 2012 e l'Amstel Gold Race 2013. Dal 2022 è direttore sportivo per il team Bahrain Victorious.

## Biografia
È figlio di Roman Kreuziger sr., ciclocrossista ceco che nel 1991 aveva vinto il Giro d'Austria su strada. Vive a Bardolino, Verona, ma ha anche una casa a Plzeň, in Repubblica Ceca e conosce abbastanza bene l'italiano.

## Carriera

### Juniores e Under-23
Nel 2002 si aggiudica un argento Juniores agli europei di ciclocross, ripetendosi anche l'anno successivo. L'8 ottobre 2003 conclude sesto ai mondiali Juniores a cronometro, mentre tre giorni dopo è ventisettesimo nella prova in linea. Nel 2004 ottiene l'argento ai mondiali di ciclocross a Pontchâteau, in Francia; vince inoltre il titolo mondiale in linea su strada Juniores a Verona e si classifica secondo nella prova a cronometro.
In quel periodo viene notato dalla formazione italiana della Liquigas, che preferisce però consentirgli di correre ancora un anno tra i dilettanti. Nel 2005 gareggia abitualmente in Italia, nella squadra ceca Pilsen (formazione satellite della Podenzano Brunero di Piacenza), facendosi notare per la vittoria della terza frazione nel Giro delle Regioni Under-23 davanti allo slovacco Peter Velits. Grazie a questo successo ottiene il secondo posto nella classifica della corsa italiana, preceduto dal solo Luigi Sestili.

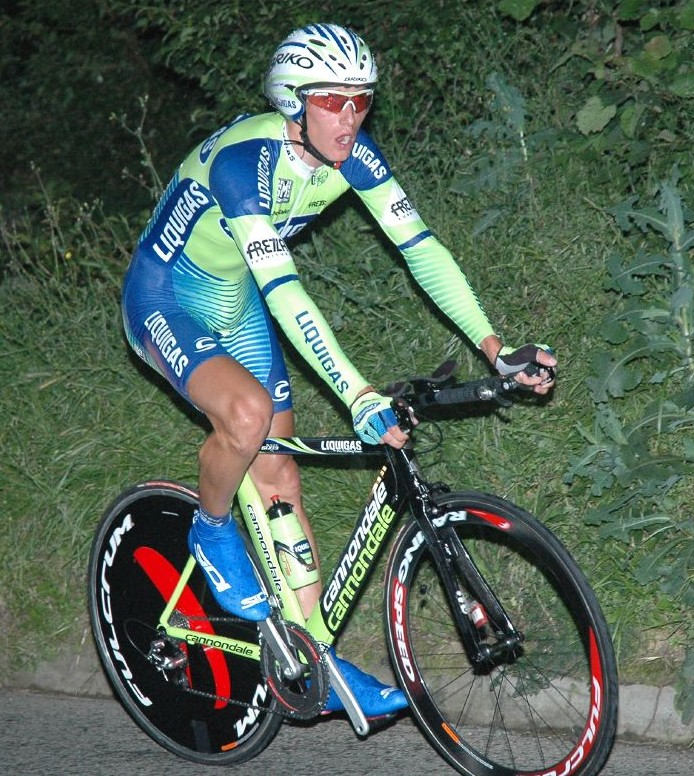
Roman Kreuziger in azione all'Euskal Bizikleta 2007.

### 2006-2010: Gli anni alla Liquigas

#### 2006-2007: gli esordi da professionista
Passa professionista all'inizio del 2006 tra le file della formazione italiana Liquigas. Quell'anno partecipa, tra le altre, al Grand Prix de Ouest-France e al Giro di Polonia; è inoltre nono sia al Trofeo Città di Castelfidardo che al Gran Premio di Carnago.
Nel 2007 mostra le sue abilità a cronometro ottenendo il secondo posto nel prologo della Parigi-Nizza e in quello del Tour de Romandie (nella corsa svizzera concluse sesto in classifica), e il secondo posto nella quinta frazione del Giro di Danimarca. Sempre nel 2007 consegue la sua prima vittoria da professionista, aggiudicandosi la seconda tappa della Settimana Ciclistica Lombarda. Partecipa anche all'Amstel Gold Race e alla Freccia Vallone, e conclude per la prima volta un Grande Giro, giungendo ventunesimo alla Vuelta a España.

#### 2008-2009: le vittorie al Tour de Suisse e al Tour de Romandie
Nel 2008, dopo molti piazzamenti nei primi dieci, ottiene il secondo posto al Tour de Romandie, 35 secondi dietro Andreas Klöden, e il successo finale nel Tour de Suisse grazie alla vittoria nella cronoscalata dell'ottava tappa; con la vittoria del Tour de Suisse a 22 anni e 47 giorni, diventa il ciclista più giovane di sempre a vincere una gara a tappe del circuito ProTour. Prende quindi parte al Tour de France, corsa nella quale, dopo aver ricoperto inizialmente un ruolo di outsider, riesce a classificarsi tredicesimo, ben supportato dal compagno di squadra Vincenzo Nibali. È inoltre secondo nella classifica giovani del Tour de France, dietro al lussemburghese Andy Schleck. Partecipa poi alla Clásica San Sebastián e al Tour of Missouri, nel quale riporta la vittoria della classifica dei giovani. Al termine della stagione è al quarto posto nella classifica individuale dell'UCI Protour, risultando il miglior ciclista ceco e il miglior atleta della Liquigas.
Nel 2009 partecipa alla Vuelta al País Vasco concludendo al decimo posto. Corre quindi l'Amstel Gold Race, la Freccia Vallone e la Liegi-Bastogne-Liegi, senza però mettersi in particolare evidenza. Ottiene la prima vittoria stagionale ad inizio maggio, aggiudicandosi la quarta tappa del Tour de Romandie: nella gara svizzera conquista anche la graduatoria generale finale e quella dei giovani. In giugno si classifica quindi terzo al Tour de Suisse, mentre in luglio, al Tour de France, ottiene il nono posto nella classifica generale, a 14'16" dal vincitore Contador, e il terzo gradino del podio nella graduatoria dei giovani. Al termine dell'anno è nuovamente tra i primi dieci, settimo, (e nuovamente miglior ceco) nella classifica individuale del calendario mondiale UCI.

#### 2010: il nono posto al Tour de France
Incomincia bene il 2010 vincendo la seconda tappa e la classifica generale del Giro di Sardegna. Conclude poi quarto alla Parigi-Nizza (terzo dopo la squalifica dello spagnolo Alejandro Valverde) e primo nella classifica giovani. È quindi al via della Vuelta a Catalunya, ove chiude ottavo, dell'Amstel Gold Race, in cui è quinto, della Freccia Vallone e della Liegi-Bastogne-Liegi. Atteso come uno dei favoriti al Tour de Romandie dopo un buon prologo si ritira dalla corsa. In giugno partecipa al Tour de Suisse per prepararsi al Tour de France, ma malgrado un secondo posto nel prologo iniziale conclude la gara in sedicesima posizione.

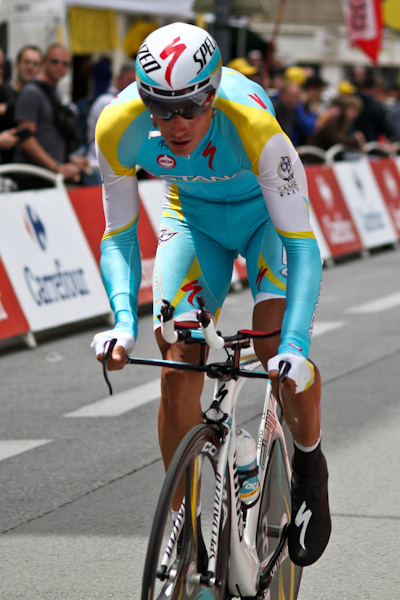
Roman Kreuziger in azione al Tour de France 2011.

Comincia il Tour de France da favorito per la maglia gialla condividendo i gradi di capitani della Liquigas con Ivan Basso, fresco vincitore del Giro d'Italia. È ancora con i migliori dopo le prime insidie, ma sul Tourmalet si stacca perdendo diversi secondi; nella cronometro della penultima tappa riesce comunque a consolidare il nono posto finale in classifica. Prende poi parte alla Vuelta a España: nella nona tappa è secondo, ma nel prosieguo della corsa diventa gregario del futuro vincitore Vincenzo Nibali. Conclude in ventottesima posizione.

### 2011-2012: il biennio all'Astana
Già nell'ottobre 2010 viene annunciata la sua presenza al Giro d'Italia 2011 in qualità di capitano del team Astana. Con la nuova maglia comincia la stagione 2011 alla Volta ao Algarve, ma non va oltre alcuni piazzamenti. In aprile, per prepararsi al meglio al Giro d'Italia, partecipa al Giro del Trentino, riuscendo a vincere in volata ristretta l'ultima tappa, quella con arrivo a Madonna di Campiglio; a seguire è quarto alla Liegi-Bastogne-Liegi.
Alla vigilia del Giro d'Italia 2011 è uno dei principali favoriti per la vittoria finale e per la maglia bianca. Non riesce però a lottare per il titolo: perde infatti diversi minuti dai migliori nella tappa dell'Etna, nella tre giorni sulle Alpi (Großglockner-Monte Zoncolan-Gardeccia) e nelle due ultime frazioni di montagna; Recupera comunque una posizione nella cronometro di Milano, concludendo la corsa al sesto posto, suo miglior piazzamento in un grande giro; ottiene inoltre la vittoria della maglia bianca di miglior giovane. A seguito della squalifica del vincitore del Giro d'Italia, Alberto Contador, sale al quinto posto nella classifica generale. In luglio partecipa al Tour de France con l'obiettivo di aiutare il capitano Aleksandr Vinokurov, e di conquistare la maglia bianca. Fin dalle prime tappe rimane però attardato a causa delle cadute, e a seguire non è mai in evidenza, concludendo lontano dai migliori.
Inizia il 2012 con il sesto posto alla Strade Bianche, e corre poi la Tirreno-Adriatico, nella quale conclude terzo, il Giro del Trentino, chiuso al sesto posto, e il Giro di Romandia. Nella corsa romanda coglie un paio di piazzamenti, e conclude al sesto posto dopo essere rimasto in corsa per la vittoria finale fino alla cronometro dell'ultimo giorno, vinta da Bradley Wiggins. Al seguente Giro d'Italia è il capitano dell'Astana e uno dei favoriti per la vittoria finale, tuttavia cede terreno nella tappa di Cortina d'Ampezzo, perdendo diversi minuti dai migliori e uscendo dai primi posti della classifica generale. Senza più ambizioni di classifica, punta alla vittoria di tappa: ci riesce, arrivando primo sul traguardo della diciannovesima frazione conclusasi all'Alpe di Pampeago. Al termine della corsa rosa, le tre settimane di Kreuziger sono giudicate positive. Dopo il Giro d'Italia prende parte al Giro di Svizzera, concludendo in sesta posizione. Corre anche le Olimpiadi di Londra (giunge quindicesimo) prima di finire la stagione con la prova in linea del Mondiale nel Limburgo, dove si ritira.

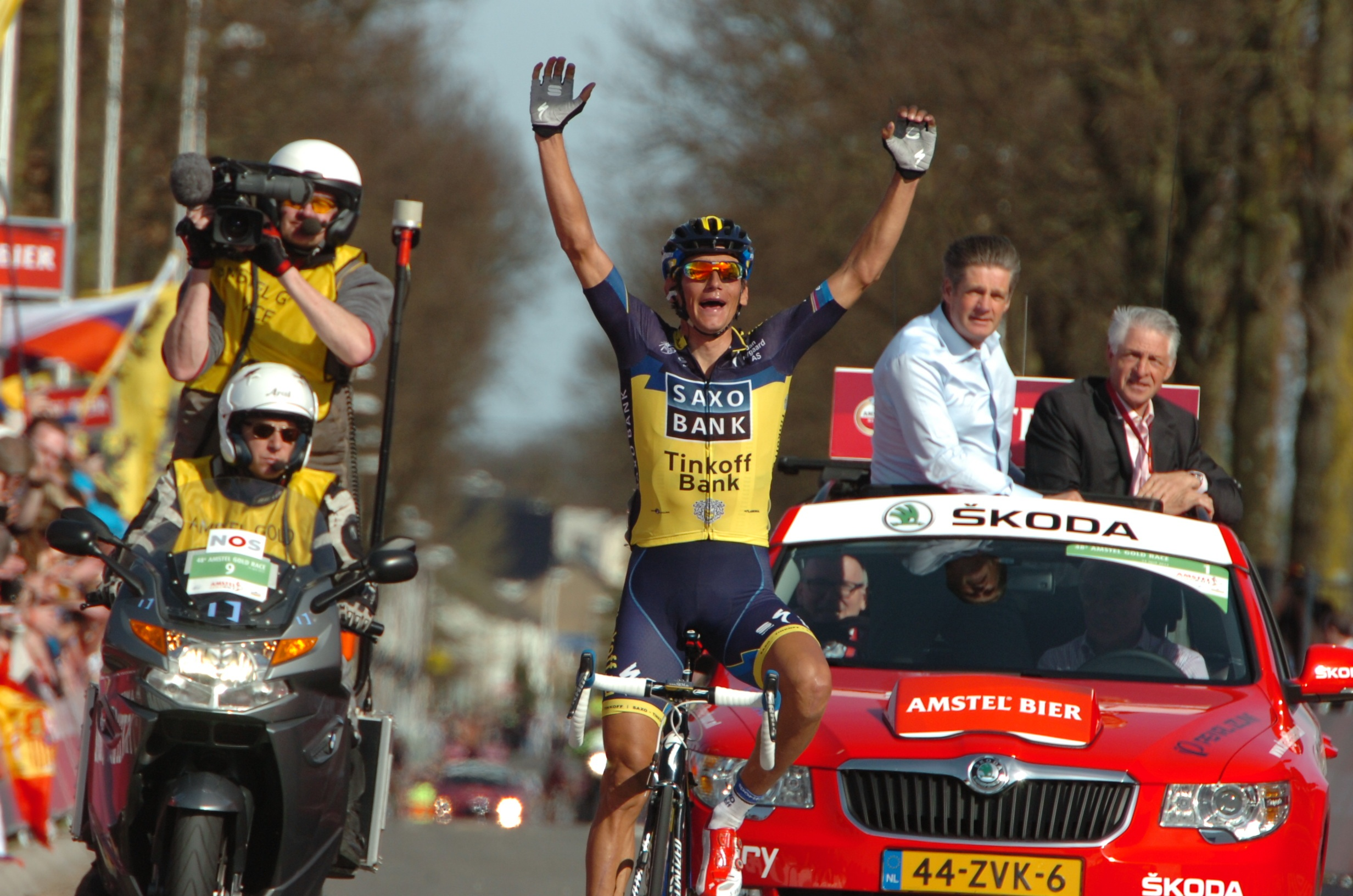
Kreuziger vittorioso all'Amstel Gold Race 2013.

### 2013-2016: gli anni alla Saxo/Tinkoff e la vittoria dell'Amstel
Nel 2013 passa al Team Saxo-Tinkoff, come gregario di Alberto Contador per le corse a tappe. Con questo ruolo prende parte alla Tirreno-Adriatico, che termina in tredicesima posizione. Il 14 aprile centra l'unico successo stagionale, vincendo l'Amstel Gold Race: il ceco ottiene il successo portando via una fuga quando mancano 20 km alla conclusione (al penultimo passaggio sul Cauberg) e lasciando i compagni di fuga quando mancano 7 km al traguardo; nell'occasione va a trionfare in solitaria, tenendo sul rientro degli avversari. Corre da leader il Giro di Svizzera, conquistando la terza piazza nella classifica generale, quindi a luglio è in appoggio a Contador per il Tour de France: lo spagnolo conclude il Tour al quarto posto, Kreuziger finisce quinto a un minuto di distanza dal proprio capitano e a 7'27" dal vincitore della corsa Chris Froome. Per il ciclista ceco si tratta del miglior piazzamento in una grande corsa a tappe. Nello stesso mese è terzo alla Clásica San Sebastián in Spagna. Kreuziger parte anche per la Vuelta a España, ma si ritira alla quattordicesima tappa.
Dopo un buon inizio di 2014, coglie infatti il quinto posto alla Strade Bianche e il terzo nella generale della Tirreno-Adriatico dietro al vincitore Contador e a Nairo Quintana, Kreuziger torna protagonista nel trittico delle Ardenne, arrivando ottavo alla Freccia Vallone e settimo alla Liegi. Si prepara quindi al Tour de France per sostenere Contador nella lotta alla classifica generale prendendo il via al Giro di Svizzera, concluso da leader della squadra all'ottavo posto. Poco prima di partire per il Tour de France, Kreuziger è fermato dall'UCI per anomalie nel passaporto biologico tra gli anni 2011 e 2012: la Tinkoff-Saxo decide di escluderlo dal Tour e di sostituirlo con Rafał Majka. Nell'agosto seguente, l'UCI nega al corridore la partecipazione alla Vuelta a España 2014, mentre a settembre la federciclismo ceca opta per l'assoluzione nei confronti di Kreuziger. Il caso si chiude nel giugno 2015, quando WADA e UCI ritirano il ricorso al TAS di Losanna nei confronti di Kreuziger.
Nei primi mesi del 2015, Kreuziger conclude decimo alla Tirreno-Adriatico pur gareggiando in appoggio a Contador. Torna protagonista nel trittico delle Ardenne, dove si fa notare soprattutto alla Liegi-Bastogne-Liegi, arrivando col gruppo dei migliori, ma perdendo la volata vinta da Alejandro Valverde e finendo quinto. Corre il Giro d'Italia come gregario di Contador: lo spagnolo vince la corsa rosa. Il ciclista ceco prende il via anche al Tour de France, nuovamente per aiutare il leader Contador, che termina quinto nella generale; Kreuziger è diciassettesimo. Alla USA Pro Cycling Challenge in Colorado Kreuziger coglie l'unico successo stagionale, facendo sua la sesta frazione. Partecipa poi al Mondiale di Richmond, ritirandosi dalla corsa.
Nel 2016 si classifica ancora decimo alla Tirreno-Adriatico. Nel mese di aprile è impegnato nelle Ardenne, dove conquista piazzamenti all'Amstel, alla Freccia-Vallone e la settima piazza a Liegi. Il 26 giugno seguente vince il suo primo titolo nazionale in linea. Durante il Tour de France è ancora gregario di Contador, ma lo spagnolo, in seguito a diverse cadute riportate nelle prime frazioni, deve abbandonare la Grande Boucle. Kreuziger ne rileva i gradi di capitano e, pur essendo fuori dalla top ten generale a due giornate dalla fine, va in fuga nell'ultima tappa riuscendo a concludere il Tour de France al decimo posto.

### 2017-2018: Orica/Mitchelton
Nel 2017 Kreuziger passa all'australiana Orica con il ruolo di gregario dei fratelli Yates e di Esteban Chaves per le corse a tappe. In agosto si impone nella prima edizione per professionisti della Pro Ötztaler 5500, corsa in linea caratterizzata da circa 5.500 metri di dislivello, precedendo di 43 secondi Simon Špilak.

## Palmarès
- 2003 (Juniores)

2ª tappa, 1ª semitappa Giro della Toscana Juniores (Cerbaia > La Pineta di San Baronto, cronometro)
Classifica generale Giro della Toscana Juniores
- 2004 (Juniores)

2ª tappa, 1ª semitappa Giro della Toscana Juniores (Santa Croce sull'Arno > Castelfranco di Sotto, cronometro)
Classifica generale Giro della Toscana Juniores
1ª tappa Corsa della Pace Juniores (Litoměřice > Litoměřice)
4ª tappa, 1ª semitappa Corsa della Pace Juniores (Děčín > Pirna)
Classifica generale Corsa della Pace Juniores
Campionati cechi, Prova a cronometro Juniores
Campionati cechi, Prova in linea Juniores
3ª tappa, 2ª semitappa Giro della Lunigiana (Caniparola > Fosdinovo, cronometro)
Classifica generale Grand Prix Rüebliland
Campionati del mondo, Prova in linea Juniores
- 2005 (Under-23)

3ª tappa Giro delle Regioni (Roccaravindola > Macchiagodena)
- 2007 (Liquigas, due vittorie)

1ª tappa Settimana Ciclistica Lombarda (Vertova > Vertova)
Trofeo Città di Borgomanero (con Vincenzo Nibali)
- 2008 (Liquigas, due vittorie)

8ª tappa Tour de Suisse (Altdorf > Passo del Klausen, cronometro)
Classifica generale Tour de Suisse
- 2009 (Liquigas, tre vittorie)

4ª tappa Tour de Romandie (Estavayer-le-Lac > Sainte-Croix)
Classifica generale Tour de Romandie
Classica di San Sebastián
- 2010 (Liquigas-Doimo, due vittorie)

2ª tappa Giro di Sardegna (Macomer > Nuoro)
Classifica generale Giro di Sardegna
- 2011 (Astana, una vittoria)

4ª tappa Giro del Trentino (Andalo > Madonna di Campiglio)
- 2012 (Astana, una vittoria)

19ª tappa Giro d'Italia (Treviso > Alpe di Pampeago)
- 2013 (Team Saxo-Tinkoff, una vittoria)

Amstel Gold Race
- 2015 (Tinkoff-Saxo, una vittoria)

6ª tappa USA Pro Cycling Challenge (Loveland > Fort Collins)
- 2016 (Tinkoff, una vittoria)

Campionati cechi, Prova in linea
- 2017 (Orica–Scott, una vittoria)

Pro Ötztaler 5500

### Altri successi
- 2004 (Juniores)

Classifica scalatori Corsa della Pace Juniores
- 2008 (Liquigas)

Classifica giovani Tour de Suisse
Classifica scalatori Tour of Missouri
- 2009 (Liquigas)

Classifica giovani Tour de Romandie
- 2010 (Liquigas-Doimo)

Classifica giovani Parigi-Nizza
- 2011 (Astana)

Classifica GPM Giro del Trentino
Classifica giovani Giro d'Italia

## Piazzamenti

### Grandi Giri
- Giro d'Italia

2011: 5º
2012: 15º
2015: 28º
2018: 55º
- Tour de France

2008: 13º
2009: 9º
2010: 7º
2011: 112º
2013: 5º
2015: 17º
2016: 10º
2017: 24º
2019: 16º
2020: 109º
- Vuelta a España

2007: 21º
2009: 61º
2010: 28º
2013: ritirato (14ª tappa)

### Classiche monumento
- Milano-Sanremo

2010: 86º
2014: ritirato
2015: 29º
2016: 56º
2019: 40º
2020: 54º
- Liegi-Bastogne-Liegi

2009: 46º
2010: 50º
2011: 4º
2013: 125º
2014: 7º
2015: 5º
2016: 7º
2017: 27º
2018: 8º
2019: 79º
2020: ritirato
2021: ritirato
- Giro di Lombardia

2006: ritirato
2014: 23º
2016: ritirato
2017: 32º
2018: 43º
2019: ritirato

### Competizioni mondiali
- Campionati del mondo su strada

Hamilton 2003 - Cronometro Juniores: 6º
Hamilton 2003 - In linea Juniores: 27º
Verona 2004 - Cronometro Juniores: 2º
Verona 2004 - In linea Juniores: vincitore
Madrid 2005 - Cronometro Under-23: 32º
Madrid 2005 - In linea Under-23: 51º
Salisburgo 2006 - In linea Elite: 87º
Stoccarda 2007 - In linea Elite: ritirato
Varese 2008 - In linea Elite: 51º
Mendrisio 2009 - In linea Elite: ritirato
Copenaghen 2011 - In linea Elite: non partito
Limburgo 2012 - In linea Elite: ritirato
Richmond 2015 - In linea Elite: ritirato
Bergen 2017 - In linea Elite: 48º
Innsbruck 2018 - In linea Elite: 6º
Yorkshire 2019 - In linea Elite: ritirato
- Campionati del mondo di ciclocross

Pontchâteau 2004 - Juniores: 2º
- Giochi olimpici

Pechino 2008 - In linea: 45º
Londra 2012 - In linea: 15º